# OCEANLANE
OCEANLANE（オーシャンレーン）は、武居創と直江慶を中心とした日本のロックバンド。
アメリカ合衆国とイギリスにそれぞれルーツを持つ武居と直江によるネイティブな発音の英語詞が特徴である。

## 概要
- 歌詞は全曲英語で書かれている。
- オリジナルメンバーの武居と直江はともに作詞作曲を行う。それぞれ自分の作曲した曲のメインボーカルを取ることが多いが、直江が作った曲に武居が詞を乗せて歌ったり、直江が作詞作曲した曲を武居が歌うこともある（逆のパターンは今のところ見られない）。また、ツインボーカルの曲も数曲存在する。

## メンバー
- 直江 慶（なおえ けい、1981年5月27日 - ）
  - ギター、ボーカル、ピアノ担当。作詞、作曲、アレンジの多くを担当する。
  - 父親はイギリス人。母親は日本人。イギリス生まれの日本育ち。AB型
  - 好きなアーティストはクイーン、ビートルズ、オアシスなど。
  - 朝鮮料理、お好み焼き、ツナサンドウィッチを愛する
  - 2012年から小川博永（つばき）、河野瞬と「THE TURQUOISE」を結成。
- 堀越 武志（ほりこし たけし、1979年3月1日 - ）
  - ベース担当。元BUNGEE JUMP FESTIVAL。henrytennisにも在籍。
  - 休止後は多数のバンドに参加し、元BUNGEE JUMP FESTIVALの町田とStephan Songsを結成。
- 嶌田 政司（しまだ まさし、1978年7月8日 - ）
  - ドラムス担当。Buddhistson、kamomekamomeに在籍。
  - 休止後は自らを中心に「The Coastguards」 (ザ・コーストガーズ)を結成し、脱退した武居が加入した。

### 旧メンバー
- Ho Lee Kwen
  - ベース担当。元EVERLAST。
- MASAYA
  - ドラムス担当。元EVERLAST。
- 武居 創（たけい はじめ、1981年10月16日 - ）
  - ボーカル、ギター担当。
  - 祖母は日系アメリカ人。3歳から11歳までロサンゼルスに在住していた。
  - 好きなアーティストはトラヴィス、ビートルズなど。
  - 影響を受けたアーティストとして、Last Days Of AprilやStarmarketなど北欧のバンドを挙げることも多い。
  - 脱退後は、嶌田政司の「The Coastguards」に、ボーカルとして加入した。

## 来歴
- 2001年
  - 4月、中学時代を共に吉祥寺で過ごした武居と直江を中心に結成。
- 2003年
  - 3月10日、自主制作シングル「Everlasting Scene」を発表。
- 2004年
  - 2月4日、初のフルアルバム『On my way back home』を発表。DISK UNIONインディーズチャートでは1位を記録。
  - 7月、SUMMER SONIC '04に出演し、その後初の全国ツアーとなる『On my way from home to you tour』を行う。
  - 8月4日、映画『16歳の合衆国』（ケビン・スペイシー製作）のイメージソングとなったシングル「out of reason」を発表。
- 2005年
  - 4月、ジミー・イート・ワールド（東京・大阪・名古屋公演）のサポートアクトをつとめる。
  - 7月、バンド企画『Lighting Up Our Cities Vol.1』を開催し、Copeland、Brandstonと共に東京・大阪・名古屋をツアー。
  - 8月、FUJI ROCK FESTIVAL '05に出演。
  - 11月2日、2枚目のフルアルバム『Kiss & Kill』を発表し、全国ツアーを敢行。
- 2006年
  - 4月、ARABAKI ROCK FEST.06に出演、その後『FLAMINGO FLIES NORTH TOUR』を東北地方を中心に行う。
  - 7月26日、ポリスのカバーアルバム『POLICIA!』に、「Invisible Sun」と「Englishman In New York」のカバーで参加。
  - 8月、ROCK IN JAPAN FESTIVAL 2006に出演、その後、初のワンマンツアー『FLAMINGO IS DEAD TOUR』を行う。
- 2007年
  - 7月4日、シングル「Walk Along」を発表。オリコンインディーズチャートで1位を記録。
  - 9月5日、3枚目のフルアルバム『Castle In The Air』を発表。
  - 12月、ASIAN KUNG-FU GENERATIONのツアーにゲスト参加（東京・仙台・札幌公演）。
- 2008年
  - 3月5日、シングル「Twisted Colors」とライブDVD『Castle In The Air Tour Final@AX』を同時発売し、その後全国20ヶ所を回るツアーを行う。
  - 8月6日、初のカバーアルバム『Fan Fiction』を発表。
  - 11月5日、シングル「Look Inside The Mirror」を発表。
- 2009年
  - 1月7日、4枚目のフルアルバム『Crossroad』を発表。
- 2010年
  - 12月8日、5枚目のフルアルバム『Urban Sonnet』を発表。
- 2011年
  - 12月29日、HPにて武居の脱退とバンドの無期限活動休止を発表。
- 2012年
  - 6月19日、直江慶が新たにニューバンドをスタートする。

## ディスコグラフィー

### シングル

#### 限定シングル
| 枚  | 発売日         | タイトル                              |
| --- | -------------- | ------------------------------------- |
| 1st | 2003年3月10日  | Everlasting Scene                     |
| 2nd | 2003年12月10日 | Sign                                  |
| 3rd | 2005年7月6日   | On my way back home -Special Edition- |

## ミュージックビデオ
| 監督       | 曲名 |
| COLLECT    | 「BURN」 |
| 本田義信   | 「Walk Along」「Look Inside The Mirror」「Smooth Operator」                                                              |
| 町田良輔   | 「Submarine Volcano」 |
| 三輪たける | 「Sign」「Ships and Stars」「Ships and Stars (another ver.)」「All You Miss」「All You Miss (New Ver.)」「Take Me Home」 |
| 不明       | 「Get Back」「I May Be」「Shine On Me」                                                                                  |